# سيدار غروف (فيرجينيا الغربية)
سيدار غروف (بالإنجليزية: Cedar Grove, Kanawha County, West Virginia)‏ هي بلدة تقع بولاية فيرجينيا الغربية في الولايات المتحدة. تبلغ مساحتها 1.86 (كم²)، وترتفع عن سطح البحر 187 م، بلغ عدد سكانها 997 نسمة في عام 2010 حسب إحصاء مكتب تعداد الولايات المتحدة وتصل الكثافة السكانية فيها 534.6 نسمة/كم2.

## الموقع الجغرافي
الموقع الجغرافي للمناطق المحيطة بهذه النقطة هو كالتالي:

## وصلات خارجية
- The US50 - Cities and Towns in West Virginia State
- West Virginia Cities and Towns, Facts, Map, Flag, Colleges, Government, and More